# Calisoga sacra
Espèce
Calisoga sacra est une espèce d'araignées mygalomorphes de la famille des Nemesiidae.

## Distribution
Cette espèce est endémique de Californie aux États-Unis,. Elle se rencontre dans le comté de Sacramento vers Sacramento.

## Description
Le mâle holotype mesure 18 mm.

## Publication originale
- Chamberlin, 1937 : On two genera of Trap-door Spiders from California. Bulletin of the University of Utah Biological Series, vol. 3, no 7, p. 1-11 (texte intégral).